# Song Myeong-seob
Song Myeong-seob (ur. 29 czerwca 1984) – zawodnik taekwondo z Korei Południowej, brązowy medalista letnich igrzysk olimpijskich w Atenach w kategorii do 68 kg.

## Mistrzostwa świata
W 2005 roku na mistrzostwach świata w taekwondo w Madrycie zdobył srebrny medal. Na kolejnych mistrzostwach świata w 2007 roku w Pekinie zdobył brązowy medal w kategorii do 67 kg.

## Mistrzostwa Azji
W 2006 roku w Doha na Mistrzostwach Azji zdobył złoty medal w kategorii do 68 kg.